# Suctobelbila globulifera
Suctobelbila globulifera är en kvalsterart som först beskrevs av Balogh 1958.  Suctobelbila globulifera ingår i släktet Suctobelbila och familjen Suctobelbidae. Inga underarter finns listade i Catalogue of Life.